# 575. Volksgrenadier-Division
Die 575. Volksgrenadier-Division war ein Großverband der deutschen Wehrmacht im Zweiten Weltkrieg.

## Geschichte

### Aufstellung
Die Division wurde am 25. August 1944 in der 32. Aufstellungswelle auf dem Truppenübungsplatz Döberitz bei Berlin im Wehrkreis III als Volksgrenadier-Division aufgestellt. 

### Auflösung durch Eingliederung in 272. VGD
Noch in der Aufstellungsphase befindlich, wurde die Division am 17. September 1944 mit den Resten der in der Normandie vernichteten 272. Infanterie-Division zur 272. Volksgrenadier-Division vereint. Am 1. November 1944 wurde die neue Division aus Döberitz verlegt.

## Kommandeur
Es wurde kein Kommandeur ernannt.

## Gliederung
- Grenadier-Regiment 1183 mit zwei Bataillonen, wurde später Grenadier-Regiment 980
- Grenadier-Regiment 1184 mit zwei Bataillonen, wurde später Grenadier-Regiment 981
- Grenadier-Regiment 1185 mit zwei Bataillonen, wurde später Grenadier-Regiment 982
- Artillerie-Regiment 1575 mit vier Abteilungen, wurde später Artillerie-Regiment 272
- Divisions-Einheiten 1575, wurde später Divisions-Einheiten 272